# 马士强
马士强（Bey Soo Khiang），新加坡华人，新加坡共和国武装部队第三任三军总长，中将军衔，上任之前曾担任空军总长，退伍后在2000年至2011年间在新加坡航空担任行政职务。

## 生平
马士强在1974年荣获新加坡武装部队海外奖学金，前往英国剑桥大学研究工程学，毕业后获得文学士（一级荣誉）学位。他也曾在美国哈佛大学约翰·F·肯尼迪政府学院念书，毕业后获得公共行政硕士学位。退伍后，他再次回到哈佛大学，在哈佛商学院上高级管理课程。
马士强于1973年加入新加坡武装部队，在空军部队工作，曾担任空军总长一职。1995年7月1日，他接替黄维彬当三军总长，在就职期间兼任新加坡科技工程公司和新加坡航空公司的董事。2000年4月1日，马士强退伍，并把三军总长一职交给林泉宝。
马士强在退伍后到新加坡航空公司工作，担任执行副总裁（技术部门），两年后升任高级执行副总裁（技术和人力资源部门）。他在就职期间协助新加坡航空公司引进空中客车A380巨型客机，并在同时兼任以下职务：新加坡航空货物公司主席、胜安航空公司主席、新加坡飞行学院院长、圣淘沙发展局董事会会员等等。2011年2月28日，马士强辞职并离开新加坡航空公司，同年3月担任RGE有限公司副主席。